# Pterolophia birmanica
Pterolophia birmanica là một loài bọ cánh cứng trong họ Cerambycidae.